# Route nationale 717
Die Route nationale 717, kurz N 717 oder RN 717, war eine französische Nationalstraße, die von 1933 bis 1973 in zwei Abschnitten zwischen einer Kreuzung mit der Nationalstraße 143 westlich von La Châtre und Chambon-sur-Voueize verlief. Ihre Gesamtlänge betrug 53,5 Kilometer.